# Blackout (película)
Blackout es un thriller finlandés escrito y dirigido por Jukka-Pekka Siili. Es estrenada el 25 de diciembre del 2008 en su país. El lema de la película es " ¿Cuál es el primero en volver - la memoria o el asesino? ".

## Sinopsis
Blackout es un thriller psicológico sobre un hombre que padece de amnesia. Se despierta de un coma largo para encontrar a alguien ha disparado un clavo en la cabeza con una pistola de clavos. A continuación, comienza a rastrear los acontecimientos que conducen al trauma. Las estrellas de cine popular actor finlandés Petteri Summanen.

## Banda sonora
En esta película debuta como compositor el vocalista del grupo finlandés The Rasmus, Lauri Ylönen.